# Parafia św. Filipa Neri i św. Jana Chrzciciela w Studziannie
Parafia św. Filipa Neri i św. Jana Chrzciciela w Studziannie – jedna z 11 parafii rzymskokatolickich dekanatu opoczyńskiego diecezji radomskiej. 

## Historia
Brudzewice (dziś wioska w parafii Studzianna) posiadały w XIII w. kościół parafialny pw. św. Mikołaja, fundacji książęcej. Abp Maciej Drzewicki w XVI w. przyłączył Brudzewice do parafii Drzewica, jako ekspozyturę. Na tym terenie w wiosce Studzianna osiedlili się w latach 1673–1674 księża filipini. Kościół pierwotny pw. Najświętszego Imienia Jezus, Najświętszej Maryi Panny i św. Józefa, na wzgórzu nazywanym Dziewicza Góra, zbudowany został z drewna modrzewiowego, według planów prymasa Mikołaja Prażmowskiego, w latach 1672–1674 wraz z klasztorem, z fundacji Zofii Anny Starołęskiej i ks. Jana Stanisława Zbąskiego – późniejszego biskupa warmińskiego. Kościół konsekrował prymas Andrzej Olszowski 2 czerwca 1675. Znajdował się cudowny obraz. Wokół sanktuarium od połowy XVII w. powstawało osiedle z czasem nazwane Poświętne tj. przynależące do sanktuarium i nazywane potocznie oppidum – miasteczko. Sam klasztor i kościół były obejmowane nazwą Studzianna, choć wioska Studzianna leży w pobliżu dawnego folwarku. W latach 1696–1698 wybudowano w pobliżu dworu Starołęskich w Brudzewicach kościół pw. św. Józefa. Kościół sanktuaryjny, obecny pw. św. Filipa Neri i św. Jana Chrzciciela, wznoszony był w latach 1688–1724 według planów Adama Konarzewskiego i Tylmana von Gameren. Konsekracja odbyła się 23 czerwca 1748 pod przewodnictwem biskupa łuckiego Franciszka Antoniego Kobierskiego. 2 lipca 1776 z udziałem bp. Antoniego Przedwojewskiego przeniesiono tu cudowny obraz. Gdy urządzono całkowicie wnętrze tej świątyni, to rozebrano w 1782 pierwotny kościół drewniany. Pod koniec XVIII w. w miejscu drewnianego kościoła zbudowano kościół pw. św. Anny. Po powstaniu diecezji sandomierskiej bp. Adam Prosper Burzyński w 1820 reaktywował samodzielną parafię Brudzewice, której centrum już wtedy przeniosło się do Studzianny. Administrowana była przez księży filipinów, którzy obsługiwali wszystkie kościoły. Od połowy XIX w. kościół parafialny podupadał i duszpasterstwo przeniosło się do Studzianny. Księża Filipini włączyli się w powstanie styczniowe w wyniku czego oraz zgodnie z zamierzoną wcześniej likwidacją zakonów zostali skasowani w 1865. Duszpasterstwo w parafii objęli księża diecezjalni. Po zniszczeniach I wojny światowej odnowiono kościół staraniem ks. Tomasza Migowskiego. Parafia otrzymała formalnie nazwę Studzianna w 1920. Księża filipini objęli ponownie duszpasterstwo parafialne i pieczę nad sanktuarium od 1928 na podstawie zezwolenia Stolicy Apostolskiej. Uroczystego wprowadzenie dokonał 25 lipca 1928 bp Paweł Kubicki. W 1968 odbyła się koronacja cudownego obrazu. W związku z Jubileuszem Chrześcijaństwa w 1974 kościół otrzymał tytuł Bazyliki Mniejszej. Kościół sanktuarium pw św. Filipa Neri i św. Jana Chrzciciela jest budowlą w stylu barokowym, orientowaną, bazylikową, wzniesioną z cegły z elementami kamiennymi. Cudowny obraz Świętej Rodziny namalowany jest farbami olejnymi na płótnie przez nieznanego autora i przyklejony do deski. Koronacja odbyła się 18 sierpnia 1968, a dokonał jej kard. Stefan Wyszyński w asyście kard. Karola Wojtyły przy udziale ponad 200-tys. wiernych. W tym czasie wizerunek zaczął być nazywany obrazem Matki Boskiej Świętorodzinnej.

## Proboszczowie
- 1949–1952 – ks. Olgierd Kokociński COr
- 1952–1956 – ks. Władysław Nater COr
- 1956–1968 – ks. Jerzy Lewicki COr
- 1968–1974 – ks. Antoni Jakubczyk COr
- 1974–1977 – ks. Jerzy Lewicki COr
- 1977–1992 – ks. Jan Drewniak COr
- 1992–1999 – ks. Jerzy Cedrowski COr
- 1999–2000 – ks. Jan Chodór COr
- od 2000 – ks. Jerzy Cedrowski COr

## Zasięg parafii
Do parafii należą wierni z miejscowości: Anielin, Brudzewice, Gapinin, Kozłowiec, Małoszyce, Mysiakowiec, Ponikła, Poręby, Poświętne, Stefanów, Studzianna, Walerianów, Wólka Kuligowska.